# Liste der Präsidenten des albanischen Parlaments
Albanien erklärte sich 1912 unabhängig vom Osmanischen Reich. Acht Jahre später versammelten sich erstmals Volksvertreter in Lushnja zu einem Kongress; deshalb gilt der 28. Januar 1920 als Geburtstag des Parlaments als Institution. In dieser Zeit hatte das Kuvendi i Shqipërisë 40 Präsidenten. Seit dem 10. September 2021 ist dies Lindita Nikolla (Sozialistische Partei). Sie ist die zweite Frau in diesem Amt.
Nachfolgend sind die Parlamentspräsidenten und -präsidentinnen in einer Liste zusammengefasst.
| Nr. | Name                            | Partei                                                                      | Beginn der Amtszeit | Ende der Amtszeit  |
| --- | ------------------------------- | --------------------------------------------------------------------------- | ------------------- | ------------------ |
| 1.  | Xhemal Naipi                    | unabhängig                                                                  | März 1920           | 1920               |
| 2.  | Dhimiter Kacimra                | unabhängig                                                                  | 1920                | Dezember 1920      |
| 3.  | Pandeli Evangjeli               | Albanische Volkspartei                                                      | April 1921          | Oktober 1921       |
| 4.  | Eshref Frashëri                 | unabhängig                                                                  | 1922                | 30. September 1923 |
| 5.  | Eshref Frashëri (2. Amtszeit)   | unabhängig                                                                  | Januar 1924         | 1924               |
| 6.  | Petro Goga                      | unabhängig                                                                  | 1924                | Juni 1924          |
| 7.  | Kostaq Kota                     | unabhängig                                                                  | Juni 1925           | Mai 1928           |
| 8.  | Pandeli Evangjeli (2. Amtszeit) | unabhängig                                                                  | August 1928         | März 1930          |
| 9.  | Kostaq Kota                     | unabhängig                                                                  | 1930                | 1937               |
| 10. | Pandeli Evangjeli (3. Amtszeit) | unabhängig                                                                  | Februar 1937        | April 1940         |
| 11. | Lef Nosi                        | Balli Kombëtar                                                              | November 1943       | 1944               |
| 12. | Mihal Zallari                   | unabhängig                                                                  | 1944                | September 1944     |
| 13. | Omer Nishani                    | Kommunistische Partei Albaniens                                             | 26. Mai 1944        | Januar 1946        |
| 14. | Tuk Jakova                      | Kommunistische Partei Albaniens                                             | Januar 1946         | 1946               |
| 15. | Ymer Dishnica                   | Kommunistische Partei Albaniens                                             | 1946                | 1947               |
| 16. | Manush Myftiu                   | Kommunistische Partei Albaniens, dann Partei der Arbeit Albaniens (ab 1948) | 1947                | 1949               |
| 17. | Gogo Nushi                      | Partei der Arbeit Albaniens                                                 | 1950                | 1950               |
| 18. | Teodor Heba                     | Partei der Arbeit Albaniens                                                 | 1950                | 1951               |
| 19. | Mihal Prifti                    | Partei der Arbeit Albaniens                                                 | 1951                | April 1954         |
| 20. | Gogo Nushi (2. Amtszeit)        | Partei der Arbeit Albaniens                                                 | Juli 1954           | 1956               |
| 21. | Rita Marko                      | Partei der Arbeit Albaniens                                                 | 1956                | Juni 1958          |
| 22. | Medar Shtylla                   | Partei der Arbeit Albaniens                                                 | Juni 1958           | 20. Dezember 1963  |
| 23. | Lefter Goga                     | Partei der Arbeit Albaniens                                                 | Dezember 1963       | 11. Juli 1966      |
| 24. | Abdyl Këllezi                   | Partei der Arbeit Albaniens                                                 | September 1966      | 1969               |
| 25. | Behar Shtylla                   | Partei der Arbeit Albaniens                                                 | 13. Januar 1969     | 1970               |
| 26. | Fadil Paçrami                   | Partei der Arbeit Albaniens                                                 | 1970                | 25. September 1973 |
| 27. | Iljaz Reka                      | Partei der Arbeit Albaniens                                                 | 25. September 1973  | 11. Februar 1976   |
| 28. | Ali Manaj                       | Partei der Arbeit Albaniens                                                 | 11. Februar 1976    | 25. Dezember 1978  |
| 29. | Simon Stefani                   | Partei der Arbeit Albaniens                                                 | 25. Dezember 1978   | 22. November 1982  |
| 30. | Pali Miska                      | Partei der Arbeit Albaniens                                                 | 22. November 1982   | 19. Februar 1987   |
| 31. | Petro Dode                      | Partei der Arbeit Albaniens                                                 | 19. Februar 1987    | 15. April 1991     |
| 32. | Kastriot Islami                 | Sozialistische Partei Albaniens                                             | 17. April 1991      | 6. April 1992      |
| 33. | Pjetër Arbnori                  | Demokratische Partei Albaniens                                              | 6. April 1992       | 24. Juli 1997      |
| 34. | Skënder Gjinushi                | Sozialdemokratische Partei Albaniens                                        | 24. Juli 1997       | 4. September 2001  |
| 35. | Namik Dokle                     | Sozialistische Partei Albaniens                                             | 4. September 2001   | 30. April 2002     |
| 36. | Servet Pëllumbi                 | Sozialistische Partei Albaniens                                             | 30. April 2002      | 3. September 2005  |
| 37. | Jozefina Topalli                | Demokratische Partei Albaniens                                              | 3. September 2005   | 9. September 2013  |
| 38. | Ilir Meta                       | Sozialistische Bewegung für Integration                                     | 10. September 2013  | 24. Juli 2017      |
| 39. | Gramoz Ruçi                     | Sozialistische Partei Albaniens                                             | 9. September 2017   | 10. September 2021 |
| 40. | Lindita Nikolla                 | Sozialistische Partei Albaniens                                             | 10. September 2021  | im Amt             |